# Jean Louis Emmanuel Huet, dit Huet de Tostes
Jean Louis Emmanuel Huet, dit Huet de Tostes, est un musicien et calligraphe français actif comme chantre d'église à la fin de l'Ancien Régime puis comme professeur d'écriture jusqu'au premier quart du XIXe siècle.

## Biographie
Il est né le 10 juin 1763 à Tostes (Eure). Maître ès arts, il connaît d'abord une carrière de chantre d'église itinérant, entre Normandie et Bretagne puis en Bas-Poitou. Il chante la basse-contre quelque temps à Dol et à Saint-Malo puis à Caen, Rouen, Rennes et enfin Luçon à la veille de la Révolution, où il devient également professeur de collège (mentions de fin 1790 au 24 avril 1793). Mais dès 1792, il a été reçu maître écrivain à Paris. Fin 1793 il tient classe dans l'église désaffectée d'Épernon. Vers 1804 il abandonne sa famille: lors du mariage de sa fille en 1824 à Rouen, il sera mentionné comme absent depuis vingt ans. Tous ses ouvrages sont publiés à Paris entre 1804 et 1827, mais seuls ses Principes de 1810 donnent des indications sur sa carrière. Il s'y présente comme professeur d’écriture et anciennement de langues latine et française, et plus loin comme professeur chez M. [Pierre-Claude] Auboin, chef d’institution imperiale à Bourg-la-Reine. Sa date de décès reste inconnue.

## Œuvres

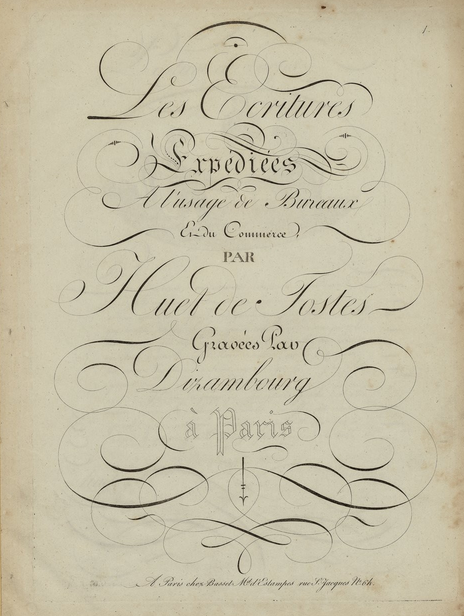
Page de titre des Écritures expédiées (1820).

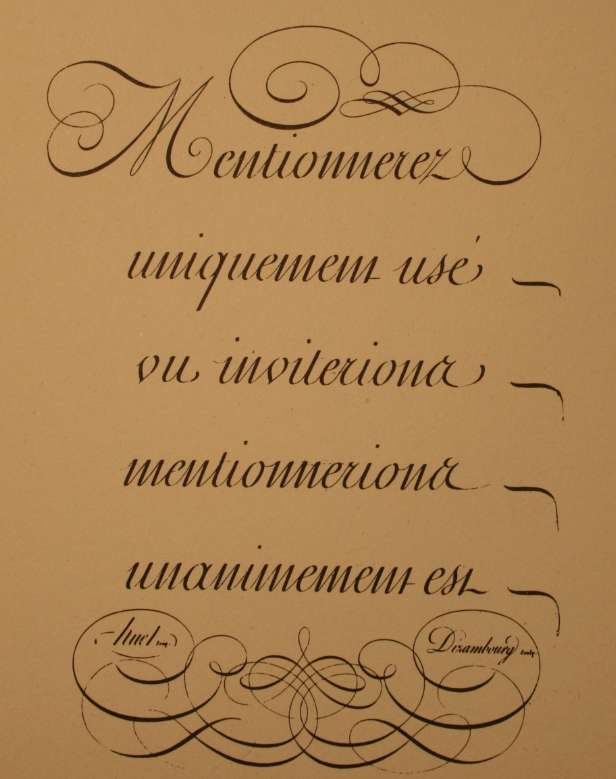
Une page des Ecritures expédiées financières (c. 1808).

- Démonstration complette de tous les genres d’ecritures suivie de tableaux et d’état. Paris : 1814. 2°, Titre et 19 pl. gravées par Dizambourg. Titre gravé avec un portrait en médaillon de la duchesse d’Angoulême. Speyer PLB, University Library of Virginia. Cat. Wick n° 23.
- L'Ecriture anglaise, démontrée par principes, par Huet de Tostes,... Paris : Jean, 1813. 4° obl., 18 pl. gravées par Dizambourg. Paris BNF, CNDP. Cat. Warmelink n° 357.
- L’Ecriture commerciale et de bureau.  Paris : Basset, c. 1820. 2°, 15  pl. gravées.
- Ecritures expédiées financières française, suivies d’un précis sur la tenue des livres. Par Huet. Paris : Jean, [c. 1808]. 2°, 22 pl. gravées par Dizambourg. Morison 1962 n° 63. Chicago NL.
- Les Ecritures expédiées à l’usage des bureaux et du commerce... par Huet de Tostes. Paris : Basset, [1820]. 2°, 18 f. de pl. gravées par Dizambourg. Strasbourg BNUS.
- Principes de tous les genres d’écriture. Suivi d’un abrégé des règles de l’orthographe... par Huet de Tostes. Paris : Jean, 1810. 2°, 20 pl. gravées par Dizambourg. Portrait de Napoléon Ier au titre. Speyer PLB, Abbiategrasso, Raccolta Ascoli della Fondazione per leggere. Il existe un retirage daté 1814 (Morison 1962 n° 64) cette fois avec une effigie de Louis XVIII au titre.
- Le Nouveau mentor anglais ou choix de pièces d’écriture, exécutées par Huet, gravées par Dizambourg. Paris : Jean, 1824. 2°, 16 pl. Cat. Jammes n° 98. Los Angeles County Museum of Natural History, Antonio F. Coronel Papers, n° 510.
- Recueil de leçons grammaticales, avec analyse des parties du discours, par Huet de Tostes,... Paris : Basset, s. d. 2°, 20 f.  gravés. Paris BNF.
- Traité des diverses écritures, par Huet de Tostes,... Paris : s. d. 2°, 12 p., pl. et titre gravés. Paris BNF.